# 노래

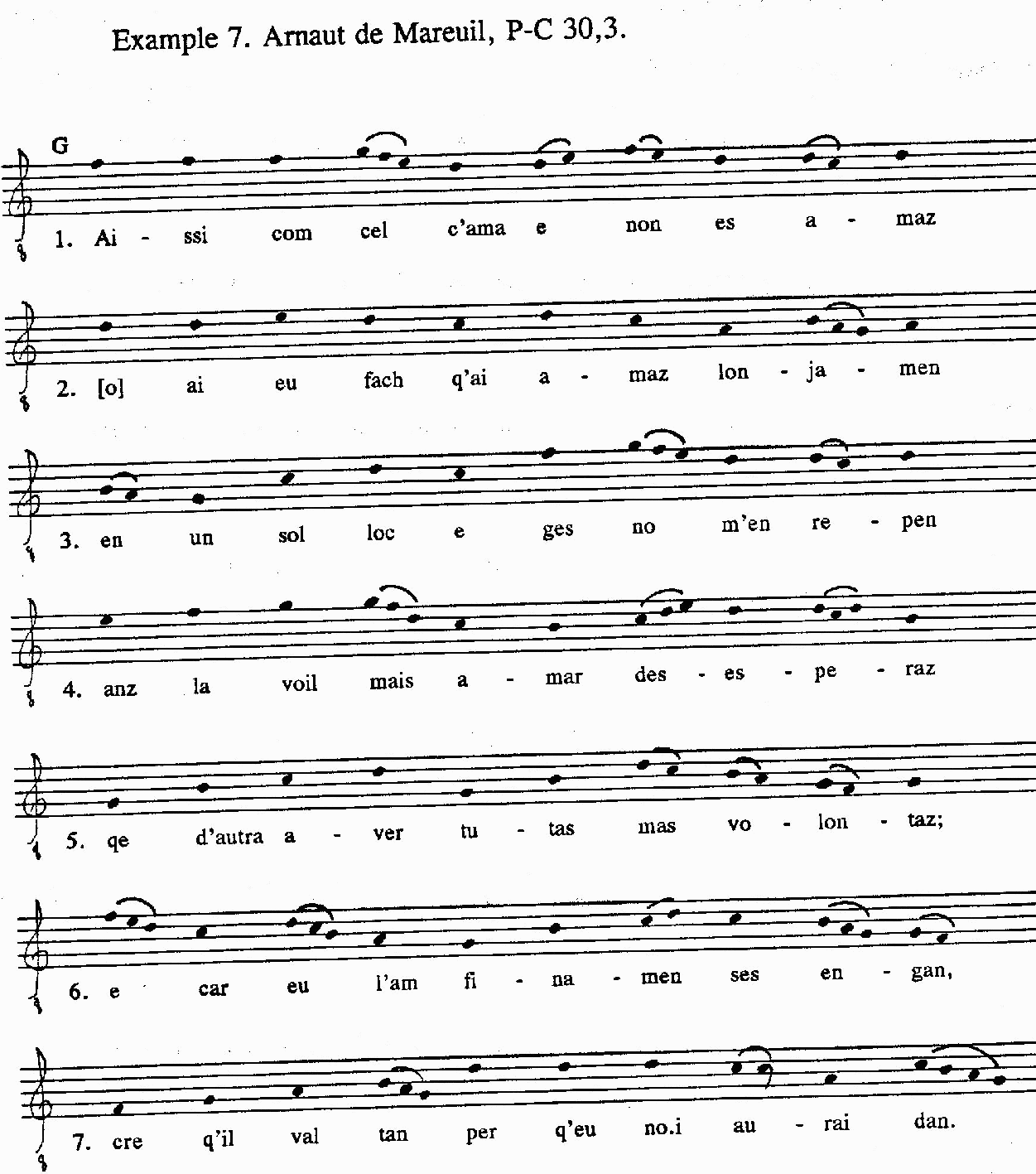

노래는 사람의 목소리로 가사에 곡조를 붙여 부를 수 있게 만든 음악 곡의 한 형태이다. 목소리를 위한 멜로디와, 가사, 그리고 다른 악기를 동반한 반주가 들어 있다. 예외적으로 반주가 없는 아카펠라도 있다. 가사는 보통 시적이고 리듬을 가지고 있다.
노래는 보통 혼자 부르는 독창과 여러 사람이 부르는 이중창, 삼중창, 사중창, 합창 등이 있다. 후자는 서로 다른 곡조를 통해 화음을 만들어 부르는 것을 뜻한다. 모든 사람이 똑같은 곡조로 부르는 것을 제창이라고 한다. 노래의 또 다른 분류로 예술곡과 대중곡(대중가요)를 들 수 있으며, 시대적 분류도 가능하다.
일반적으로 노래라는 말을 음악이라는 말과 혼동해서 쓰기도 하지만 (영어권에서도 마찬가지로 song을 아무런 음악곡과 혼동해서 쓴다) 서양 고전 음악, 재즈, 대중 가요의 입장에서 볼 때 이는 틀린 말이다. 기악곡에서도 성악이 들어가는 경우가 있으며 (베토벤의 교향곡 9번) 나중에는 더 파격적으로 성악이 주 요소인 경우도 있다 (말러의 대지의 노래). 일부 국가에서는 사회적 정서에 맞지 않는 노래들을 모두 금지곡으로 지정하거나 그 곡의 악보 판매를 불법화하기도 한다.노래는 어린이들이 부르는 '동요'나 옛날부터 전해오는 "전래동요", "클래식"등이 있다.

## 분류
- 주로 불리는 층에 따라: 대중가요 (일반 대중), 군가 (군인), 동요 (어린이), 국가 (국민)
- 격식 있는 자리에서 불리는 노래: 교가, 국가, 군가.
- 전승 기간에 따라: 민요, 대중가요

## 같이 보기
- 음악